# Santiago de Cuba
Santiago de Cuba är en kommun och stad på sydöstra Kuba och är landets näst största med 426 618 invånare i centralorten i slutet av 2007. Staden är huvudstad i provinsen Santiago de Cuba.

## Historia
Santiago de Cuba grundades den 28 juni 1514 av Diego Velázquez de Cuéllar. 1516 förstördes den vid en brand, men blev omedelbart återuppbyggd. Staden var startpunkten för Juan de Grijalbas och Hernán Cortés expeditioner till Mexikos kust 1518, för Esteban Gómez Nordamerikaexpedition 1524-1525 och för Hernando de Sotos expedition till Florida 1538. Första katedralen byggdes 1528. Mellan 1522 och 1589 var Santiago de Cuba huvudstad i den spanska kolonin Kuba.
Staden plundrades av franska trupper 1553 och av brittiska trupper under ledning av Christopher Myngs 1662. Den 12 juni 1766 förstördes den nästan helt av en jordbävning.
Under slutet av 1700-talet och början av 1800-talet strömmade franska immigranter till staden, många kom från Haiti efter slavupproret där 1791. Detta bidrog till stadens eklektiska kulturmix, som redan var starkt präglad av spansk och afrikansk kultur.
Det var också platsen för spanjorernas största nederlag under det spansk-amerikanska kriget vid San Juan Hill den 1 juli 1898. Spanjorerna förlorade senare kriget efter att deras atlantflotta förstörts utanför stadens hamn.

### Roll under den kubanska revolutionen
Revolutionshjälten Frank País bodde i Santiago de Cuba och den 26 juli 1953 började den kubanska revolutionen med en illa förberedd väpnad attack mot Moncada-kasernen utanför staden av en liten grupp rebeller under ledning av Fidel Castro. Kort efter den katastrofala händelsen började País diskutera med studenter och unga arbetare, vilket ledde till bildandet av välorganiserade celler som koordinerade civilt motstånd i stor skala som ledde till att revolutionen lyckades .
País grupp förberedde sig noggrant, skaffade vapen samt samlade in pengar och medicinsk utrustning. De gav ut enkla nyhetsbrev som kritiserade regeringen och försökte motverka Fulgencio Batistas censur.
Sommaren 1955 slogs País organisation ihop med Castros 26 juli-rörelse. País blev ledare för den nya organisationen i Orienteprovinsen. Den 1 januari 1959 förklarade Fidel Castro från balkongen på Santiago de Cubas stadshus att revolutionen hade segrat.

## Världsarv

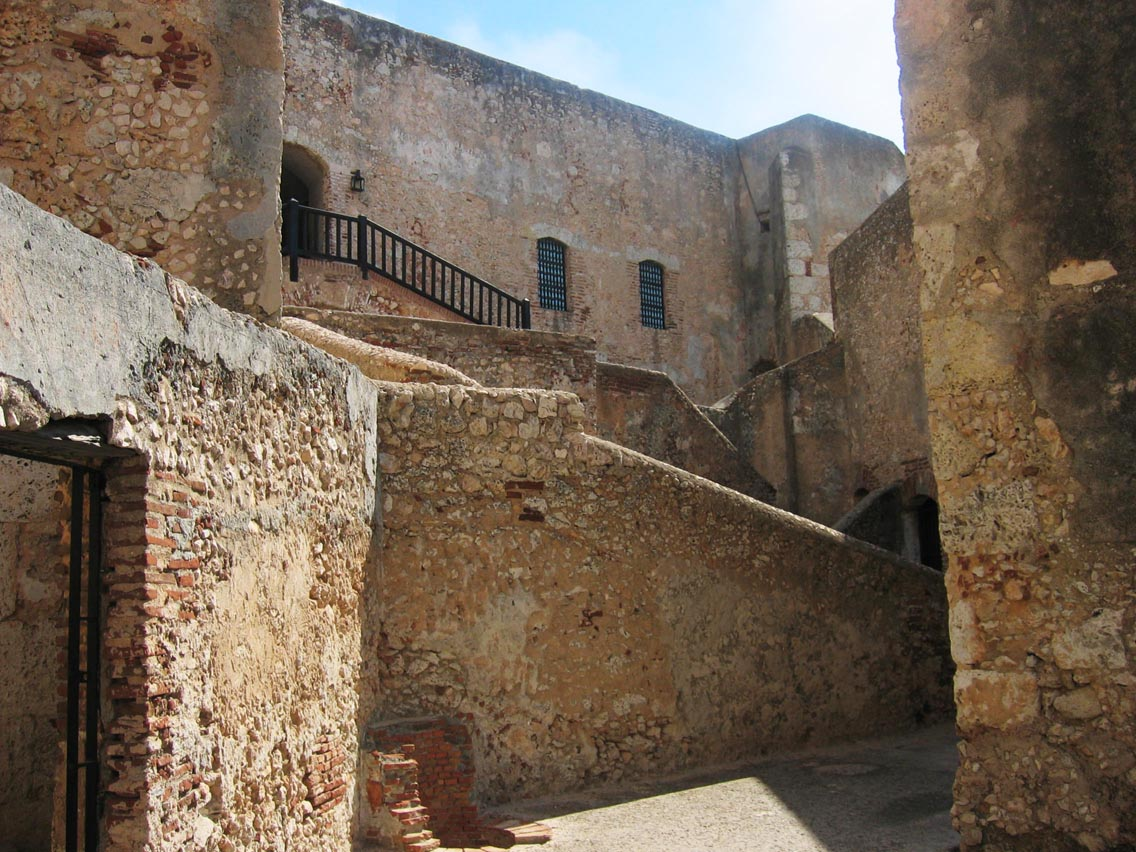
San Pedro de la Roca

San Pedro de la Roca, som finns med på världsarvsslistan ligger i staden.

## Biosfärområde

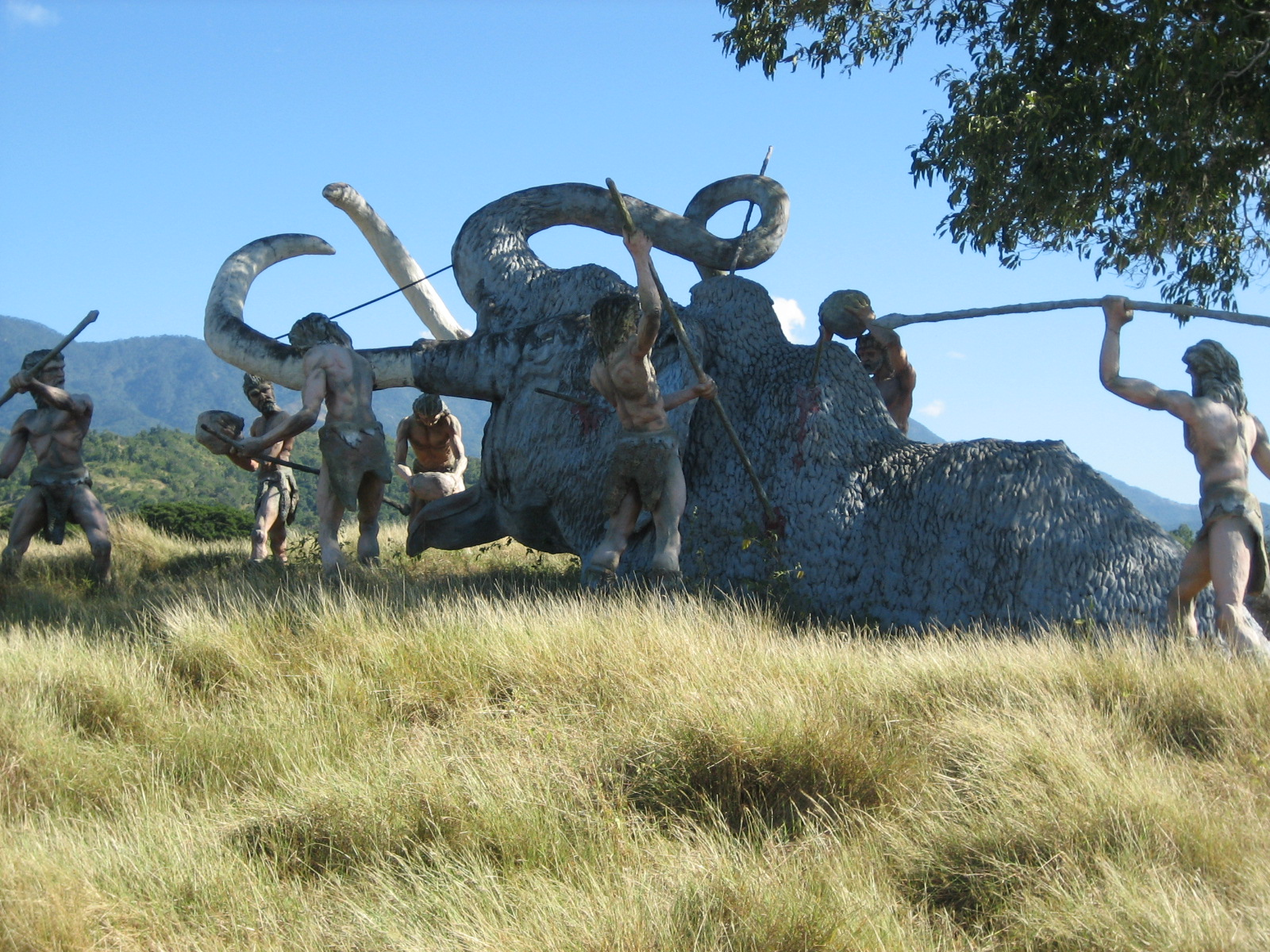
Baconaoparken

Baconaoparken har utsetts till biosfärområde.